# Briza itatiaiae
Briza itatiaiae är en gräsart som beskrevs av Erik Leonard Ekman. Briza itatiaiae ingår i släktet darrgrässläktet, och familjen gräs. Inga underarter finns listade i Catalogue of Life.